# Mount Hagen

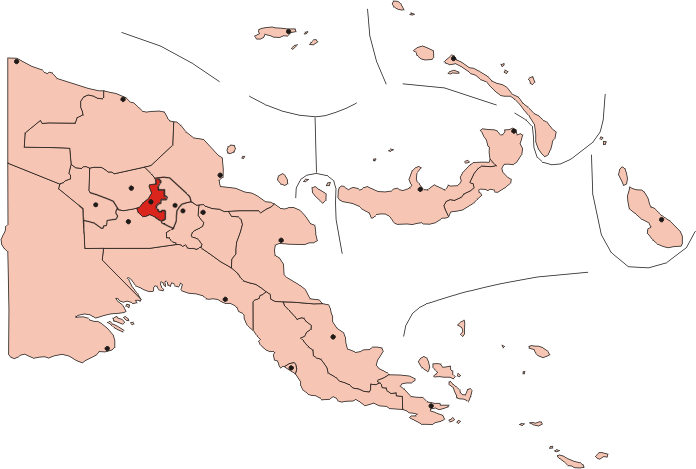
Położenie Mount Hagen w prowincji Western Highlands

Mount Hagen (Hagen, niem. Hagensberg) – miasto w środkowej Papui-Nowej Gwinei, położone w dolinie Wahgi w Górach Centralnych niedaleko wulkanu Mount Hagen. Ośrodek administracyjny prowincji Western Highlands. Ludność: 46,2 tys. (2013) – piąte pod względem liczby ludności miasto kraju.

## Historia
W 1933 żyzną i gęsto zaludnioną dolinę Wahgi odkrył z pokładu samolotu australijski podróżnik Mick Leahy. Wkrótce dotarł do niej pieszo wraz ze swoim bratem i przedstawicielem rządu Australii. W 1934 zbudowano pas startowy dla samolotów, wokół którego powstało późniejsze miasto Mount Hagen. Pierwszym pilotem, który tu wylądował, był nieznany z imienia Grabowski. Miasto zostało nazwane na cześć niemieckiego administratora kolonialnego Kurta von Hagena. W 1950 wybudowano szosę, co na dobre otworzyło miasto na świat (wcześniej dojazd samochodami był tu praktycznie niemożliwy).

## Komunikacja i gospodarka
Mount Hagen posiada obecnie międzynarodowe lotnisko. Leży również przy autostradzie Highlands Highway łączącej je z nadbrzeżnymi miastami Lae i Madang. Mount Hagen to ważny ośrodek handlowy tej części kraju. Stanowi również bazę wyjściową dla turystów wybierających się w góry Papui-Nowej Gwinei. W okolicy uprawia się kawę i herbatę.